# Fontana delle Cariatidi
Fontana delle Cariatidi, även benämnd Fontana della Piazza dei Quiriti, är en fontän på Piazza dei Quiriti i Rione Prati i Rom. Fontänen utfördes av skulptören Attilio Selva år 1928.

## Beskrivning
Fyra nakna, sittande karyatider bär upp ett brunnskar med en pinjekotte, från vilken vattnet flödar. Fontänen, utförd av skulptören Attilio Selva, beställdes av Roms guvernör Ludovico Spada Veralli Potenziani, som av Benito Mussolini hade fått i uppdrag att styra Rom. De nakna kvinnokropparna orsakade dock skandal.

## Bilder
| - Fontana delle Cariatidi. - Fontana delle Cariatidi. I bakgrunden skymtar kupolen till kyrkan San Gioacchino. |

## Kommunikationer
Närmaste tunnelbanestation är  Lepanto.